# HTC One M9
L'HTC One (M9), prodotto dell'azienda HTC, è stato presentato ufficialmente il 1º marzo 2015.
Si presenta con un design accattivante e con caratteristiche tecniche eccellenti, tanto da trovarsi nella lista dei telefoni più potenti del 2015.
A distanza di alcune settimane, la casa taiwanese presenta la versione plus di questo smartphone, con caratteristiche più performanti e con l'aggiunta del sensore di riconoscimento delle impronte digitali.